# 学林出版社
学林出版社，是中华人民共和国的一个出版社，现位于上海市钦州南路81号上海出版大楼3层。

## 沿革
1981年7月，学林出版社成立，原址位于上海市文庙路120号。其出版以人文社会科学为主的学术著作和专论为主。其中《中国历代妇女妆饰》获得1998年度中国图书奖荣誉奖，《隋唐文化》获得第五届中国图书奖一等奖等。

## 外部連結
- 官方网站